# Algunos pensamientos sobre la educación

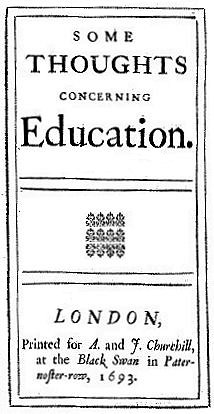
Carátula de la primera edición de Algunos pensamientos sobre la educación (1693) de Locke.

Algunos pensamientos sobre la educación es un tratado de 1693 sobre educación escrito por el filósofo inglés John Locke. Durante más de un siglo fue la obra filosófica más importante sobre educación en Gran Bretaña. Traducido a casi todos los principales idiomas de Europa, fue un referente en los escritos pedagógicos posteriores; incluso Jean-Jacques Rousseau reconoció su influencia.
Su propuesta pedagógica se fundamenta en su Ensayo sobre el entendimiento humano de 1690 en la que Locke delineó una nueva teoría de la mente, proponiendo que la mente del niño era una tabula rasa, esto es, que no contenía ideas innatas. Será la experiencia la encargada de darle forma. 
Los tres elementos principales que propone para la educación son: conseguir el desarrollo de un cuerpo sano, de un carácter virtuoso y la elección de un programa de estudios o currículo académico apropiado.
Locke escribió las cartas que finalmente se convertirían en Algunos pensamientos dirigidas a un amigo aristócrata, pero sus consejos tenían un interés más amplio, ya que sus principios educativos permitían que las mujeres y las clases bajas aspiraran al mismo tipo de carácter que los aristócratas, para quienes Locke originalmente pensó el trabajo. Este tipo de educación se ha conocido como la propia del gentleman.

## Contexto histórico
En esta obra Locke recoge algunas líneas de la reforma educativa del siglo XVII en Gran Bretaña y trata de difundirlas. Otros autores como John Evelyn, John Aubrey, John Eachard, y John Milton ya habían defendido reformas parecidas en los planes de estudio, pero no habían tenido la suficiente difusión de sus ideas. De este modo Locke se convirtió en uno de los principales difusores del modo científico propugnado por Newton y que se extenderá por todo el mundo a través del imperio británico.
La situación educativa de la época se basaba en una educación heredada de los tiempos del Renacimiento, sin embargo, la implantación del mercantilismo y el progresivo aumento del laicismo en la sociedad la convertían en obsoleta. Los planes de estudios se fundamentaban en los textos clásicos, en el aprendizaje del latín y el griego, olvidando las demandas de la sociedad. Por tanto, cada vez era mayor el número de familias que pedían una educación más práctica y centrada en disciplinas de tipo matemático y científico, en los idiomas modernos y en las aplicadas a la economía.

## Origen del libro
En 1684 Edward Clarke pidió consejo a su amigo Locke para educar a su hijo, a lo que éste respondió con una serie de cartas que recogían pensamientos relativos a la educación. Sin embargo, hasta 1693 no se decidió a publicar el tratado y lo hizo de modo anónimo atendiendo a los ruegos de sus amigos Clarks y William Molyneux. Su publicación tuvo mucho éxito, se hicieron cinco reediciones antes de la muerte de John Locke, aunque en sus revisiones siempre mantuvo la estructura de cartas y un lenguaje amigable y familiar. Locke advierte en el prefacio del libro que sólo se trataba de una serie de cartas recopiladas. Este estilo de escribir le permite ser más directo y que los lectores lo vean como un amigo.

## Su teoría pedagógica
La educación del siglo XVIII se puede considerar que ha estado influida por dos de sus planteamientos. En primer lugar, la hipótesis de que la educación hace a la persona, lo que se opone al modelo agustiniano y también al cartesiano que suponen un cierto innatismo y otorga a la educación un lugar secundario en el desarrollo humano. Así, Locke señala: "Creo poder asegurar que de cien personas hay noventa que son lo que son, buenas o malas, útiles o inútiles a la sociedad, debido a la educación que han recibido", por lo que esta se convierte en el motor del desarrollo humano. En su libro Ensayo sobre el entendimiento humano Locke plantea la hipótesis de que el hombre nace con su "mente en blanco", como una tabula rasa a la que se va dando forma o grabando con sus experiencias. Aunque Locke creía en la existencia de talentos y habilidades naturales, defendió esta postura contra el innatismo. Por ello alerta a los padres a que estén atentos a esas habilidades o talentos que sus hijos pueden mostrar y a que les proporcionen las actividades adecuadas para su mejor desarrollo.
La segunda aportación de Locke a la educación de su época se refiere a otro principio, el del empirismo. Puesto que el aprendizaje se realiza por asociación de ideas, este aprendizaje es básico en la infancia de los niños. Las estructuras que forman los niños es importante que sean de calidad y no estén dañadas por falsas asociaciones. De este modo, Locke se convierte en defensor de una educación de calidad para los niños desde el momento que nacen y considera un error muy grave dejarla en manos de sirvientes poco educados.

### Cuerpo y mente
Locke aconseja a los padres que consoliden cuidadosamente unos buenos hábitos físicos en sus hijos como primera medida para abordar su educación académica. No es sorprendente que ésta sea su primera propuesta ya que realizó estudios de medicina en Oxford. Sin embargo, esta idea del cuidado físico, de atender especialmente a las necesidades físicas, se puede considerar muy influyente en los manuales para cuidar a los niños utilizados en Occidente desde entonces. Con el fin de convencer a los padres de esta necesidad Locke comienza el libro utilizando la famosa frase de Juvenal, Mens sana in corpore sano, o sea "una mente sana en un cuerpo sano".
Ofrece por tanto una serie de recomendaciones concretas tales como la necesidad de que los niños aprendan a nadar, de que practiquen paseos al aire libre, utilicen ropas adecuadas, que mantengan una alimentación saludable, así como los modos de abordar los periodos de sueño. Todo ello en el marco de una de las ideas que defendió con firmeza: la necesidad de someter a los niños a condiciones algo duras; por ejemplo si hace frío no abrigarles en exceso para que cuando sean mayores puedan resistir mejor el frío. O bien que para prevenir el resfriado los niños deberían lavarse todos los días los pies con agua fría, o algo más mayores tomar duchas de agua fría. De este modo propone una serie de medidas concretas para educarlos en un ambiente exigente. Estas ideas se hicieron muy populares en los siglos siguientes, aunque no se siguieran en muchos casos.

### Virtud y razón
La mayor parte del libro se dedica a la forma en que se puede inculcar la virtud en los niños. Considera que la virtud se alcanza a través de la autodenegación y racionalidad, así señala que el fundamento de la virtud consiste en "que un hombre sea capaz de rehusarse la satisfacción de sus propios deseos, de contrariar sus propias inclinaciones y seguir solamente lo que su razón le dicta como lo mejor". En el proceso educativo destaca la importancia de educar desde niño la necesidad de actuar racionalmente y la responsabilidad que esto supone para los padres, así señala: "El que no haya contraído el hábito de someter su voluntad a la razón de los demás cuando era joven, hallará gran trabajo en someterse a su propia razón cuando tenga edad de hacer uso de ella". También destaca los modelos que se le ofrecen como fuente de errores educativos en ejemplos y juegos como "Pegame, para que yo te pegue", o cuando se convierte a los vestidos en "materia de emulación y vanidad", o el hecho de que se alaben las mentiras y las excusas de los niños "cuando van en beneficio de los padres". De este modo señala como un grave error "mimar a los niños e inculcarles los principios del vicio".
Plantea algunas necesidades educativas para la "educación natural": El hombre debe ser capaz de resistirse sus inclinaciones hacia el placer, así como resistir el dolor, y cultivar esas disposiciones contrarias a la naturaleza abandonada de la persona. Locke se muestra contrario a la severidad de los castigos, afirmando que: "caeteris paribus, aquellos niños que han estado más castigados, rara vez llegarán a ser los mejores hombres". También rechaza el uso de la violencia "no por golpes, por las riñas y otros castigos serviles", reclamando una educación más inteligente para los niños a medida que van creciendo. Propone por consiguiente un sistema de disciplina basado en la estima y la vergüenza de lo realizado, más que en las recompensas y castigos. Defiende el uso del razonamiento con los niños, el hecho de ofrecerles explicaciones adaptadas a su edad al considerarlos como criaturas racionales, así señala "debéis de hacerles comprender, por la dulzura de vuestras maneras, ..., que lo que hacéis es razonable en sí, tanto como útil y necesario para ellos". El método principal que propugna para formar a los niños y jóvenes es proporcionarles ejemplos.
Locke destaca la importancia de que los niños se conviertan en adultos lo antes posible, "mientras más os apresuréis en tratar a vuestro hijo como hombre, más pronto comenzará a serlo". En ese proceso considera importante la existencia de la familiaridad hacia los hijos, pero siempre en un marco de respeto de éstos hacia sus padres.

### Currículo académico
Locke no trata en profundidad el desarrollo de un plan de estudios específico; se preocupa más por convencer a sus lectores que la educación está en inculcar la virtud y lo que conocemos como las habilidades para un pensamiento crítico. Mantiene que primero se debe enseñar a los niños el cómo aprender y el encontrar placer al aprender; considera que el tiempo de toda nuestra vida es insuficiente para familiarizarnos con todo lo que es posible aprender y por tanto es más importante desarrollar esas habilidades para el aprendizaje y ejercitarlas.
Aunque no aborda directamente el tema curricular, ofrece algunas ideas prácticas para abordarlo. Entre ellas nos podemos encontrar que deplora la dedicación de tantas horas al estudio del latín y propone que se dedique más tiempo al aprendizaje de la lectura y escritura en la lengua materna. Una vez conocido la lengua materna propone el aprendizaje de un segundo idioma, en su caso el francés, y en tercer lugar el estudio del latín; pero con una metodología basada en el empleo escrito y hablado de estas lenguas, incluido el latín hablado.
Locke destaca la utilidad como criterio principal en la selección curricular; por ejemplo considera importante enseñar a dibujar a los niños ya que les será útil en los viajes al extranjero, sin embargo, no concede importancia a la poesía y la música; destaca asimismo la importancia de la formación científica y la enseñanza de la geografía, la astronomía, y la anatomía. De este modo propone una enseñanza que abandone los métodos propios del humanismo y basados en las artes liberales, concediendo gran importancia a la enseñanza científica y la práctica profesional, por ejemplo recomienda que los chicos aprendan un oficio manual o incluso varios.
Estos principios curriculares tendrán gran influencia en la educación británica durante los siglos XVIII y XIX, coincidiendo con la expansión de su imperio.

## ¿Una educación clasista?
Este escrito lo concibe Locke como un compendio para la educación de un caballero o gentleman, sin embargo tuvo una amplia acogida en toda la población y no sólo en un ambiente aristocrático. Los principios educativos que propone fueron rápidamente asumidos por la clase media y en las escuelas populares de la época, ya que se podían aplicar a cualquier niño. Una prueba de este éxito se demuestra en las cuatro ediciones que se produjeron estando Locke vivo. Pierre Coste en la primera traducción de la obra, en 1695 al francés, señalaba en su introducción: "es cierto que este trabajo va dirigido a la educación del gentleman, pero eso no impide que sirva para la educación de todo tipo de niños, de la clase social que sea".
Si bien es posible aplicar estos principios generales de la educación a todos los niños, Locke pensaba que sólo era adecuado para la aristocracia y la clase media. Como escribe Peter Gay, "nunca se le ocurrió recomendar que todos los niños deberían ser educados por igual, más bien, Locke consideraba que hasta que el sistema escolar no se reformase, un caballero debe tener su hijo en su propio hogar formándolo con un tutor. En cuanto a la educación de los pobres, Locke no hace ninguna referencia". Por otro lado, Locke en su Ensayo sobre la ley de pobres se lamenta de que "los hijos de los trabajadores son normalmente una carga para la parroquia, y por lo general son mantenidos en inactividad, también se pierde parte de su trabajo hasta que tengan 12 o 14 años de edad". Sugiere que se establezcan "escuelas de trabajo" para los niños pobres en cada parroquia de Inglaterra, con el fin de que será "desde la infancia [tres años] conozcan el trabajo." Incluso llegó a esbozar los aspectos económicos de estas escuelas, argumentando no sólo que serían rentables para la parroquia, sino también que inculcarían una buena ética de trabajo en los niños.

## ¿Una educación sexista?
El objetivo principal de este escrito "es cómo un joven caballero debe ser educado desde su infancia". Con relación a las chicas señala que aunque no cubre tan perfectamente la necesidad de educación de las hijas, ya que la diferencia de sexo requiere un tratamiento diferente, no será difícil aplicarlo atendiendo a éste. Así para Locke, la educación es fundamentalmente la misma para hombres y las mujeres, sólo serían necesarias pequeñas y evidentes adaptaciones para las mujeres. Esta interpretación está apoyada por una carta que escribió a la Sra Clarke en 1685 declarando que "no reconozco ninguna diferencia de sexo en su mente relacionadas... con la verdad, la virtud y la obediencia". Martin Simons afirma que "En lugar de enviar los niños a las escuelas que hacer caso omiso de sus necesidades y enseñarles cosas de poco de valor, Locke sostiene que debe enseñarse a las niñas en el hogar cuestiones útiles y necesarias como la artesanía, la casa, ... Al igual que su contemporánea Mary Astell, Locke creía que la mujer puede y debe ser enseñada a convertirse en un ser racional y virtuoso.
Pero Locke recomienda varias restricciones menores relativas al tratamiento del cuerpo femenino. El más significativo es cuidar su actividad física por causa de su apariencia física. También se refiere a que deben cuidar algo más su piel, etc. Locke concede mayor importancia a la belleza en las mujeres que en los hombres. En un análisis de su teoría pedagógica tiene mucho peso la petición de un tratamiento diferente para las mujeres, sin embargo, el resto de teorías pedagógicas de la época defienden la segregación de hombres y mujeres como necesaria; es el caso de libros como El Deber Entero de una Mujer (1696), El Deber Entero de Hombre (1657), el Emilio de Rousseau. En esta situación las ideas de Locke se presentan como más igualitarias.

## Influencias de este escrito
Junto al Emilio (1762) es uno de los textos fundamentales de la teoría de la educación en el siglo XVIII. En el imperio británico estuvo considerado como la referencia en temas educativos durante varios siglos. Algunos críticos consideran este escrito junto al Ensayo sobre el entendimiento humano como los dos textos más influyentes de Locke, sus contemporáneos ya destacaban su influencia; Gottfried Leibniz incluso lo situaba por encima del Ensayo.
Algunos pensamientos sobre la educación fue un bestseller; sólo durante el siglo XVIII se publicaron al menos 53 ediciones: 25 en inglés, 16 en francés, seis en italiano, tres en alemán, dos en holandés y una en sueco. A finales del siglo XVIII, la influencia de Locke en el pensamiento educativo se reconoce ampliamente. Escritores tan políticamente distantes como Sarah Trimmer, en su periódico The Guardian of Education (1802-6), o Maria Edgeworth en el tratado de educación llamado Educación práctica (1798), escrito con su padre, invocaron las ideas de Locke. Incluso Rousseau, enfrentado tradicionalmente a Locke, en su tesis de que los padres deben tratar a sus hijos como seres racionales reconoció su deuda con Locke. 
Cleverley y John Phillips DC sitúan este escrito en el comienzo de una tradición de la teoría enseñanza que denominan como ambientalismo. En los años siguientes a la publicación del texto de Locke, Étienne Bonnot de Condillac y Claude-Adrien Helvétius adoptaron con entusiasmo la idea de que la mente de las personas se forma a través de sus experiencias y, por tanto, a través de su educación. Esto hizo que se adoptaran sistemas para enseñar a los niños a través de sus sentidos en toda Europa. En Suiza, Johann Heinrich Pestalozzi, basándose en las teorías de Locke, desarrolló su propio modelo de lección, en la que los alumnos centraban la atención en algo determinado y se les animaba a utilizar todos sus sentidos para explorarlo, también se les instaba a utilizar las palabras exactas para describirlo. Este método de Pestalozzi fue muy utilizado en toda Europa y América durante los siglos XVIII y XIX. Los métodos de María Montessori también recogieron parte de estas técnicas en el siglo XX. Según Cleverley y Phillips, la serie de televisión Barrio Sésamo también está basada en los supuestos que Locke defiende, ya que su objetivo ha sido dar a los niños desfavorecidos, sobre todo en los pueblos más aislados, ideas simples y básicas de las experiencias que su entorno normalmente no ofrece. Durante el siglo XX se ha producido un gran debate sobre la dualidad herencia vs ambiente en el concepto de educación, lo que ha originado que el ambientalismo optimista de Locke se haya convertido no sólo en una cuestión moral sino también en un problema científico.